# Menarana
Menarana es un género extinto de serpiente madtsoíida que vivió en Madagascar durante el Cretácico Superior. La especie tipo es Menarana nosymena. Se basa en varios fragmentos de vértebras y costillas así como parte del basicráneo que fueron hallados en la Formación Maevarano en la cuenca de Mahajanga que data del Maastrichtiense.

## Paleobiología
Menarana medía cerca de 2.4 metros de largo y era probablemente fosorial, cavando con su cabeza. La evidencia de su forma de vida fosorial puede ser hallada en su neurocráneo, ya que los huesos del basicráneo están muy fusionados para soportar las fuerzas producto de excavar. Este grado de fusión es visto solo en las cecilias, anfisbenas y las serpientes uropéltidos, que son todos vertebrados especializados en cavar. Las vértebras están deprimidas y tienen espinas neurales muy bajas similares a las de las actuales serpientes cavadoras. El atlas, que es la primera vértebra de la columna cerca de la cabeza, pueden mostrar adaptaciones hacia una integridad estructural bajo las cargas que habría encontrado al cavar túneles. Los arcos neurales del atlas están fusionados al intercentro, fortaleciendo el cótilo anterior atlantal, una depresión en forma de taza que se articula con el cóndilo occipital del cráneo.
A pesar de estas características, es posible que Menarana no fuera un poderoso cavador, y que las características fosoriales fueran heredadas de un ancestro cavador. La serpiente madtsoíida emparentada Yurlunggur también tenía un basicráneo muy fusionado, pero su hocico no es especializado o adecuado para cavar. En realidad, su gran tamaño corporal puede haberle dificultado cavar a través de suelos compactos. Esto refuerza la idea de que sus rasgos fosoriales pueden ser retenidos incluso si la serpiente no era cavadora.
Aunque Menarana mide menos de la mitad del tamaño de Yurlunggur, puede haber tenido problemas también para cavar por sus dimensiones. Las especies que cavan con su cabeza son muy pequeñas, con cabezas que tienen un pequeño diámetro para permitirles presionar a través del suelo más fácilmente. Mientras que muchos animales cavadores actuales tienen menos de un diámetro de 1 centímetro, Menarana puede haber sobrepasado los 7 centímetros de diámetro, con un área transversal incluso mayor que los cavadores actuales debido al incremento en tamaño de acuerdo con la función cuadrática (el cuadrado del diámetro). Por lo tanto, Menarana puede haber necesitado de una fuerza significativamente mayor para presionar a través del sedimento compacto, siendo lo más posible que no pudiera ejercer esa fuerza de manera efectiva o que fuera imposible de generarla.
Debido a su tamaño reducido, la dieta de Menarana probablemente consistía de presas en el rango de masa de 1 kilogramo hasta 5 kilogramos. Menarana pudo no haber sido capaz de consumir a ninguno de los dinosaurios no avianos conocidos de la Formación Maevarano, y probablemente tampoco depredar a ninguno de los crocodilomorfos con la excepción del notosuquio Araripesuchus tsangatsangana. Muy probablemente se alimentaba de serpientes más pequeñas, lagartos y pequeños mamíferos.